# Municipio de Eloxochitlán de Flores Magón
El municipio de Eloxochitlán de Flores Magón es uno de los 570 municipios que conforman el estado mexicano de Oaxaca. Es parte del distrito Teotitlán, perteneciente a la Región Sierra de Flores Magón, una de las ocho regiones del estado. Su cabecera es la población de Eloxochitlán de Flores Magón.
El municipio fue nombrado en honor al político, periodista y dramaturgo anarquista Ricardo Flores Magón, que nació en su cabecera en 1873.

## Geografía
El municipio se encuentra localizado en el extremo norte del estado de Oaxaca y tiene una extensión territorial de 35.93 kilómetros cuadrados, sus coordenadas geográficas extremas son 18°9′ - 18°15′ de latitud norte y 96°50′ - 96°55′ de longitud oeste. La altitud va de 400 a 2 000 metros sobre del nivel del mar.
Limita al noroeste con el municipio de Santa Ana Ateixtlahuaca, al suroeste con el municipio de San Pedro Ocopetatillo y el municipio de San Jerónimo Tecóatl, al sur con el municipio de Santa Cruz Acatepec y al suroeste con el municipio de San Mateo Yoloxochitlán y el municipio de Huautla de Jiménez; al este su límite corresponde al municipio de Santa María Chilchotla. Al extremo norte confina con el esto de Puebla, particularmente con el municipio de San Sebastián Tlacotepec.

## Demografía
La población total del municipio de Eloxochitlán de Flores Magón de acuerdo con el Censo de Población y Vivienda realizado en 2010 por el Instituto Nacional de Estadística y Geografía, es de 4 263 habitantes, de los que 2 024 son hombres y 2 239 son mujeres.
La densidad de población asciende a un total de 118.65 personas por kilómetro cuadrado.

### Localidades
El municipio se encuentra formado por 26 localidades, las principales y su población de acuerdo al censo de 2010 son:
| Localidad                    | Población |
| Total Municipio              | 4 263     |
| Eloxochitlán de Flores Magón | 811       |
| San José Buenavista          | 443       |
| Agua Iglesia                 | 362       |
| Agua de Cueva                | 283       |

## Política
El gobierno del municipio de Eloxochitlán de Flores Magón se rige por la autogestión, por principio de usos y costumbres que se encuentra vigente en un total de 424 municipios del estado de Oaxaca y en las cuales la elección de autoridades se realiza mediante las tradiciones locales y sin la intervención de los partidos políticos. 
El ayuntamiento de Eloxochitlán de Flores Magón está integrado por el presidente municipal, un síndico y el cabildo integrado por cinco regidores.

### Representación legislativa
Para la elección de diputados locales al Congreso de Oaxaca y de diputados federales a la Cámara de Diputados federal, el municipio de Eloxochitlán de Flores Magón se encuentra integrado en los siguientes distritos electorales:
Local:
- Distrito electoral local de 4 de Oaxaca con cabecera en Teotitlán de Flores Magón.[5]

Federal:
- Distrito electoral federal 2 de Oaxaca con cabecera en Teotitlán de Flores Magón.[6]

### Presidentes municipales
- (2005 - 2007): Jaime Betanzos Fuentes.
- (2008 - 2010): Irma Cutberta Galicia Moreno.
- (2011 - 2013): Manuel Zepeda Cortés.
- (2014 - 2015): Alfredo Bolaños Pacheco.[7]
- (2015 - 2016): Juan Salazar Hernández.[8]
- (2017 - 2019): Alfredo Bolaños Pacheco.

## Festividades
La fiesta principal del municipio es el 13 de junio de cada año en honor a San Antonio de Padua; también es de relevancia la fiesta del día de Todos Santos y día de muertos el 1 y 2 de noviembre con una danza típica mazateca conocida como la danza de los huehuentones.